# 阮春風
阮春風（1936年2月4日—2017年7月29日），也譯作阮春豐，越南共和國政治人物，曾任越南共和國勞動部長、招回部長和國務卿等職務。

## 生平
1936年2月4日，阮春風出生於薄寮省永利郡。:615
阮春風擁有位於倫敦的英國法語學院理學學士學位。:6151956年，畢業於倫敦國際貿易學校。:6151959年，畢業於牛津大學經濟與政治學系。:615
回國後，阮春風於1960年至1965年擔任埃索汽油公司勞工問題顧問。:615
1965年，阮春風出任阮高祺內閣勞動部長。:615
2017年7月29日，阮春風在美國佛羅里達州去世。

## 著作
- 回忆录《Hope and vanquished reality》（2001年）[7]

## 榮譽
- 一等彰美佩星[5]:615

## 外部鏈接
- PHÓNG SỰ CỘNG ĐỒNG: Tang lễ ông Nguyễn Xuân Phong - nguyên Quốc Vụ Khanh VNCH （页面存档备份，存于）